# Stephen Marlowe
Pour les articles homonymes, voir Marlowe.
Stephen Marlowe, né Milton Lesser le 7 août 1928 à Brooklyn, New York et décédé le 22 février 2008 à Williamsburg en Virginie, est un écrivain américain de roman policier, science-fiction et d’autobiographie fictive.

## Biographie
Après des études au Collège de William et Mary de Williamsburg et l'obtention d'un diplôme en philosophie en 1949, Milton Lesser écrit des nouvelles dans divers pulps, puis deux romans de science-fiction, Earthbound et The Star Seekers. Il effectue son service militaire pendant la guerre de Corée de 1952 à 1954 au camp Drum (État de New York). À son retour, il écrit son premier roman policier, Catch the Brass Ring, signé du pseudonyme Stephen Marlowe en hommage à Raymond Chandler, créateur du détective privé Philip Marlowe. Stephen Marlowe deviendra son nom officiel en 1958.
Il écrit une cinquantaine de romans signés Milton Lesser pour ceux de science-fiction, Stephen Marlowe pour les romans policiers, Jason Ridgway pour une série de cinq romans consacrés à Brian Guy, ancien agent de la CIA, Adam Chase pour un roman écrit avec Paul W. Fairman, Andrew Frazer, C. H. Thames ou encore du pseudonyme-maison Ellery Queen.
En 1955, avec The Second Longest Night il commence une série consacrée à Chester Drum, baptisé ainsi en souvenir du camp où il fit son service militaire. Chester Drum est un détective privé, ancien agent du FBI. La particularité de ses enquêtes est que même si son bureau est à Washington, elles se situent dans le monde entier : La Mecque, Berlin, Moscou, Rome, Espagne, Canada, Amérique du Sud… Cette série comprend vingt romans et huit nouvelles.
En 1959, il écrit conjointement avec Richard S. Prather Double in Trouble, mettant en scène leur héros respectif, Chester Drum et Shell Scott.
En 1987, il change de genre littéraire et écrit des autobiographies fictives. The Memoirs of Christopher Columbus obtient en 1988 le prix Gutenberg. Il récidive avec The Lighthouse at the End of the World détaillant les cinq derniers jours de la vie d’Edgar Allan Poe et The Death and Life of Miguel De Cervantes.
Stephen Marlowe siège au conseil d'administration de la Mystery Writers of America et, en 1997, il reçoit un Life Achievement Award décerné par le Private Eye of America.

## Œuvre

### Signée Milton S. Lesser
- Somewhere I'll Find You (1947)
- Earthbound (1952)
- The Star Seekers (1953)
- Recruit for Andromeda (1959)
- Stadium Beyond the Stars (1960)
- Spacemen Go Home (1961)
- Secret of the Black Planet (1965)

### Signée Stephen Marlowe
- Catch the Brass Ring (1954)
- Turn Left for Murder (1955)
- The Second Longest Night (1955)
- Model for Murder (1955)
- Mecca for Murder (1956)
- Dead on Arrival (1956)
- Killers Are My Meat (1957)
- Murder Is My Dish (1957)
- Trouble Is My Name (1957)
- Terror Is My Trade (1958)
- Violence Is My Business (1958)
- Terror Is My Trade (1958)
- Double in Trouble (avec Richard S. Prather) (1959)
- Homicide Is My Game (1959)
- Blonde Bait (1959)
- Passport to Peril (1959)
- Danger Is My Line (1960)
- Death Is My Comrade (1960)
- Peril Is My Pay (1960)
- The Shining (1961)
- Manhunt Is My Mission (1961)
- Jeopardy Is My Job (1962)
- Francesca (1963)
- Drumbeat - Berlin (1964)
- Drumbeat - Dominique (1965)
- Drumbeat - Madrid (1966)
- The Search for Bruno Heidler (1966)
- Drumbeat - Erica (1967)
- Drumbeat - Marianne (1968)
- Come Over, Red Rover (1968)
- The Summit (1970)
- Colossus - (1974)
- The Man with No Shadow (1974)
- The Cawthorn Journals (autre titre Too Many Chiefs) (1975)
- Translation (1976)
- The Valkyrie Encounter (1978)
- Deborah's Legacy (1983)
- The Memoirs of Christopher Columbus (1987)
- The Lighthouse at the End of the World (1995)
- The Death and Life of Miguel De Cervantes (1996)

### Signée Adam Chase
- The Golden Ape (1959) avec Paul W. Fairman

### Signée Andrew Frazer
- Find Eileen Hardin - Alive! (1959)
- The Fall of Marty Moon (1960)

### Signée Jason Ridgway
- West Side Jungle (1958)
- Adam's Fall (1960)
- People in Glass Houses (1961)
- Hardly a Man Is Now Alive (1962)
- The Treasure of the Cosa Nostra (1966)

### Signée Ellery Queen
- Dead Man's Tale (1961)

### Signée C. H. Thames
- Violence Is Golden (1956)
- Blood of My Brother (1963)